# Municipio de Paradise (condado de Lancaster)
El municipio de Paradise (en inglés: Paradise Township) es un municipio ubicado en el condado de Lancaster en el estado estadounidense de Pensilvania. En el año 2000 tenía una población de 4.698 habitantes y una densidad poblacional de 97.5 personas por km².

## Geografía
El municipio de Paradise se encuentra ubicado en las coordenadas 39°59′00″N 76°06′59″O / 39.98333, -76.11639.

## Demografía
Según la Oficina del Censo en 2000 los ingresos medios por hogar en la localidad eran de $42,047 y los ingresos medios por familia eran de $44,575. Los hombres tenían unos ingresos medios de $32,366 frente a los $21,755 para las mujeres. La renta per cápita de la localidad era de $16,631. Alrededor del 8,4% de la población estaba por debajo del umbral de pobreza.